# Grammitis molleri
Grammitis molleri là một loài dương xỉ trong họ Polypodiaceae. Loài này được Schelpe mô tả khoa học đầu tiên năm 1966.
Danh pháp khoa học của loài này chưa được làm sáng tỏ. 